# Little Accidents
Little Accidents è un film del 2014 scritto e diretto da Sara Colangelo, basato sul suo cortometraggio omonimo del 2010.